# Junichi Miyashita
Junichi Miyashita (n. 17 octombrie 1983, Kagoshima, Japonia) este un înotător ce a reprezentat Japonia, medaliat olimpic. A participat la o ediție a Jocurilor Olimpice (2008) în care a câștigat o medalie de bronz.